# Amolops panhai
Amolops panhai é uma espécie de anfíbio anuro da família Ranidae. Está presente na Tailândia. Não foi ainda avaliada pela UICN.